# Моло, Вальтер фон
Вальтер фон Моло (14 июня 1880, Штернберк, Моравия, Австро-Венгрия — 27 октября 1958, Хехендорф (ныне Мурнау-ам-Штаффельзее, Бавария, Западная Германия) — австрийский писатель.

## Биография
Вальтер фон Моло родился 14 июня 1880 года в Штернберке, Моравия на территории тогдашней Австро-Венгрии (ныне Чехия). Юность провел в Вене, учился в Венском техническом университете, где изучал механику и электротехнику. Женился на Розе Рихтер в 1906 году, от которой имел сына и дочь. До 1913 года работал инженером в Венском патентном ведомстве. Незадолго до начала Первой мировой войны переехал в Берлин, чтобы быть со своими родителями и заново открыть для себя свои немецкие корни, в связи с тем, что в то время Берлин превращался в культурную столицу немецкого мира. Именно в это время в Берлине Моло начал свою писательскую карьеру.
Его первые произведения, опубликованные во время и вскоре после войны, стали бестселлерами, и он быстро стал одним из самых популярных немецкоязычных авторов первой половины века. Книги включали биографии Фридриха Шиллера, Фридриха Великого и принца Евгения Савойского, а также такие романы, как Ein Volk wacht auf («Народ пробуждается», 1918-21). Все они были сильно отмечены немецким национализмом.
В 1925 году он развелся с Розой и через пять лет женился на Анне-Мари Мумменхофф.
Моло был одним из основателей Немецкого ПЕН-клуба, а также, в 1926 году, Прусской академии художеств, где с 1928 по 1930 год являлся председателем секции поэзии.
Хотя фон Моло, пацифист, не имел еврейских предков, он защищал евреев Германии и Австрии, а с подъёмом нацизма неоднократно вызывал гнев антисемитских организаций. Моло остался членом академии после чистки еврейских членов, и 15 марта 1933 года он подписал декларацию о верности нацистским лидерам. В октябре он был одним из 88 немецких писателей, которые дошли до того, что подписались под Клятвой самой верной верности (Gelöbnis treuester Gefolgschaft) Адольфу Гитлеру. В том же году двое его детей покинули Германию. (Конрад вернулся в 1940 году, Трюд — нет.) В 1936 году Моло написал сценарий к фильму «Фридрих», основанному на его романе 1918 года. Во время Второй мировой войны он писал статьи для контролируемой нацистами газеты Krakauer Zeitung, издававшейся в оккупированном Кракове .
Хотя нацисты хвалили написанную Моло биографию Фридриха II Прусского, он, тем не менее, подвергался нападкам как unvölkisch, ein Judenfreund и пацифист (он, например, бурно восхвалял работы Эриха Марии Ремарка), из-за чего были попытки изганния его из общественной жизни. В 1934 году, чтобы избежать общественного внимания, он вышел из всех научных обществ (кроме Общества Гёте) и переехал в Мурнау-ам-Штаффельзее, где за два года до этого купил недвижимость. Идея изгнания из самой Германии была для него немыслима. Обыски дома и клеветнические статьи продолжались, и в августе 1939 года он был денатурализован. Однако он был соавтором сценария фильма «Бесконечная дорога». В результате преследований он уничтожил с помощью своей второй жены Анны-Мари большую часть своей личной библиотеки, в том числе переписку со Стефаном Цвейгом, книги Томаса и Генриха Маннов с личными посвящениями, а также многие бумаги своих коллег. Весь этот потенциально компрометирующий материал оказался на дне пруда в его саду. Его никогда не помещали под защитный арест.
После войны он станет резким критиком авторов, бежавших из Германии. 4 августа 1945 года в Hessischen Post и других газетах как в Германии, так и за границей было опубликовано открытое письмо Моло Томасу Манну с просьбой вернуться из Соединённых Штатов: «Ваш народ, голодающий и страдающий треть века, не имеет в своей сокровенной сути ничего общего со всеми злодеяниями и преступлениями, позорными ужасами и ложью…» Его чувства поддержал Франк Тисс, чья собственная статья популяризировала использование фразы «внутренняя эмиграция» для описания выбора некоторых интеллектуалов остаться в Германии, фразу, которую сам Манн использовал в 1933 году. Манн ответил 28 сентября в заявлении, которое вызвало всеобщее возмущение в Германии, что новые книги, «вышедшие в Германии в период с 1933 по 1945 год, можно назвать менее чем бесполезными», что изгнание было жертвой, а не уклонением, и что нация в целом несет ответственность за зверства, совершенные её лидерами.
Это вызвало огромные разногласия между сосланными авторами и теми, кто решил остаться. Моло утверждал, что писатели, покинувшие Германию, лишились права определять её будущее.
Несмотря на назначение почетным председателем Немецкого общества авторов, Моло не вернул себе былой известности. Он умер 27 октября 1958 года, и его останки были захоронены на территории нынешнего парка Моло в Мурнау. Роза умерла в 1970 году, а Анна-Мари в 1983 году.

## Работы

### Рассказы и романы
- Klaus Tiedmann der Kaufmann, 1909
- Ums Menschentum. Ein Schillerroman, 1912
- Im Titanenkampf. Ein Schillerroman, 1913
- Der Hochzeitsjunker. Ein Rennroman, 1913
- Die Freiheit. Ein Schillerroman, 1914
- Den Sternen zu. Ein Schillerroman, 1916
- Der Große Fritz im Krieg, 1917
- Schiller in Leipzig, 1917
- Die ewige Tragikomödie. Novellistische Studien 1906—1912, 1917
- Fridericus, novel, 1918
- Luise, novel, 1919
- Auf der rollenden Erde, novel, 1923
- Vom alten Fritz. 4 Erzählungen aus dem Leben des großen Königs, 1924
- Bodenmatz, novel, 1925
- Im ewigen Licht, novel, 1926
- Die Legende vom Herrn, 1927
- Hans Amrung und seine Frau und andere Novellen, 1927
- Mensch Luther, novel, 1928
- Die Scheidung. Ein Roman unserer Zeit, 1929
- Ein Deutscher ohne Deutschland. Ein Friedrich List-Roman, 1931
- Holunder in Polen, novel, 1933
- Der kleine Held, novel, 1934
- Eugenio von Savoy. Heimlicher Kaiser des Reichs, novel, 1936
- Geschichte einer Seele, 1938
- Das kluge Mädchen, novel, 1940
- Der Feldmarschall, 1940
- Sie sollen nur des Gesetzes spotten, stories, 1943
- Im Sommer. Eine Lebenssonate, 2 Erzählungen, 1943
- Der Menschenfreund, novel, 1948
- Die Affen Gottes. Roman der Zeit, 1950

### Пьесы
- Das gelebte Leben, drama in 4 acts, 1911
- Die Mutter, drama in 4 acts, 1914
- Der Infant der Menschheit, drama in 3 acts, 1916
- Die Erlösung der Ethel, tragedy in 4 acts, 1917
- Friedrich Staps. Ein deutsches Volksstück in 4 Aufzügen, 1918
- Der Hauch im All, tragedy in 3 acts, 1918
- Die helle Nacht, play in 3 acts, 1920
- Till Lausebums, romantic comedy in 3 acts, 1921
- Lebensballade, a play in 12 scenes, 1924
- Ordnung im Chaos, play in 8 tableaux, 1928
- Friedrich List. Ein deutsches Prophetenleben in 3 Aufzügen, 1934

### Сценарии
- Фридрих (1936), режиссёр Йоханнес Мейер, с Отто Гебюром, Лил Даговер, Хильдой Кёрбер, Агнес Штрауб, Кете Хаак и другими
- Бесконечная дорога (1942/43), режиссёр Ганс Швейкарт, с Ойгеном Клопфером, Евой Иммерманн, Хедвиг Вангель, Алисой Трефф и другими

### Другие сочинения
- Deutsches Volk. Ein Flugblatt in jedes Haus, 1914
- Als ich die bunte Mütze trug. Deutsch-österreichische Studenten-Erinnerungen, 1914
- An unsere Seelen. Drei Flugblätter auf das Kriegsjahr 1914—1915, 1915
- Deutschland und Oesterreich. Kriegsaufsätze, 1915
- Deutsch sein heißt Mensch sein! Notschrei aus deutscher Seele, 1915
- An Frederik van Eeden und Romain Rolland. Offener Brief, 1915
- Sprüche der Seele, 1916
- Im Schritt der Jahrhunderte. Geschichtliche Bilder, 1917
- Italien. Erlebnisse Deutscher in Italien, 1921
- Im Zwielicht der Zeit. Bilder aus unseren Tagen, 1922
- Der deutschen Jugend gesagt, 1929
- Zwischen Tag und Traum. Gesammelte Reden und Aufsätze, 1930
- Deutsche Volksgemeinschaft. Ansprache am 22. März 1932 in Weimar, 1932
- Wie ich Deutschland möchte. Eine Rede über Friedrich List, 1932
- Lob des Leides, 1947
- Zu neuem Tag. Ein Lebensbericht, 1950
- So wunderbar ist das Leben. Erinnerungen und Begegnungen, 1957
- Wo ich Frieden fand. Erlebnisse und Erinnerungen, 1959